# 정라모
가와우치 라모(政羅模, 일본어: 川内らも, 1957년 8월 25일 ~ )는 대한민국의 배우, 각본가, 프로듀서, 기업인이다.

## 학력
- 고려대학교 법무대학원 민사절차법학과 석사

## 출연작

### 영화
- 2014년 《제4 이노베이터》 ... 40대 엄마(영미) 역

## 가족 관계
- 남편 : 가와우지 고이찌
- 아들 : 무라마츠 히로시
- 딸 : 무라마츠 매그미